# 719-та піхотна дивізія (Третій Рейх)
719-та піхотна дивізія (Третій Рейх) (нім. 719. Infanterie-Division) — піхотна дивізія Вермахту, що входила до складу німецьких сухопутних військ у роки Другої світової війни.

## Історія
719-та піхотна дивізія сформована 3 травня 1941 року в III військовому окрузі в Берліні-Потсдамі під час проведення 15-ї хвилі мобілізації вермахту. До її складу увійшли 723-ї та 724-ї піхотні полки.
Незабаром 719-ту дивізію передислокували для виконання окупаційних функцій на територію Нідерландів. До липня 1942 року вона організаційно входила до командування військ вермахту у Нідерландах. У липні її передали до LXXXVIII корпусу групи армій «D». До 7 вересня 1944 року з'єднання займало визначений район біля Дордрехта, доки його не передислокували до Антверпена, для протидії наступу союзних армій на цьому напрямку. Вела бої в районі Форт Мерксем, Воунсдрехт, Бреда.
У лютому 1945 року 719-ту дивізію перекинули до Саарпфальца, де передали LXXXV корпусу 1-ї армії, що бився на напрямку Етен-Саарлуї. У квітні 1945 року розгромлена в боях, залишки дивізії потрапили в полон до американців поблизу Мюнзінгена.

## Райони бойових дій
- Нідерланди (червень 1941 — лютий 1945);
- Німеччина (лютий  — квітень 1945).

## Командування

### Командири
- генерал-лейтенант Еріх Геккер (нім. Erich Höcker) (3 травня 1941 — 10 січня 1944);
- генерал-лейтенант Макс Горн (нім. Max Horn) (10 січня — 15 лютого 1944);
- генерал-майор Карл Вале (нім. Carl Wahle) (15 лютого — 30 липня 1944);
- генерал-лейтенант Карл Зіверс (нім. Karl Sievers) (30 липня — 30 вересня 1944);
- Генерал від інфантерії Ойген Фелікс Швальбе (нім. Felix Schwalbe) (30 вересня — 22 грудня 1944);
- генерал-майор Генріх Геде (нім. Heinrich Gäde) (22 грудня 1944 — квітень 1945).

### Підпорядкованість
| Час            | Корпус                              | Армія                               | Група армій (округ)                 | Штаб           |
| -------------- | ----------------------------------- | ----------------------------------- | ----------------------------------- | -------------- |
| 1941           |                                     |                                     |                                     |                |
| червень        | Командування вермахту в Нідерландах | Командування вермахту в Нідерландах | Командування вермахту в Нідерландах | Дордрехт       |
| 1942           |                                     |                                     |                                     |                |
| січень         | Командування вермахту в Нідерландах | Командування вермахту в Нідерландах | Командування вермахту в Нідерландах | Дордрехт       |
| липень         | LXXXVIII ак                         | —                                   | Група армій «D»                     | Дордрехт       |
| 1943           |                                     |                                     |                                     |                |
| січень         | LXXXVIII ак                         | —                                   | Група армій «D»                     | Дордрехт       |
| 1944           |                                     |                                     |                                     |                |
| січень         | LXXXVIII ак                         | Армія «Нідерланди»                  | Група армій «D»                     | Дордрехт       |
| травень        | LXXXVIII ак                         | Армія «Нідерланди»                  | Група армій «B»                     | Дордрехт       |
| вересень       | LXXXVIII ак                         | 1-ша парашутна армія                | Група армій «B»                     | Антверпен      |
| жовтень        | LXVII ак                            | 15-та армія                         | Група армій «B»                     | Антверпен      |
| грудень        | —                                   | 15-та армія                         | Група армій «H»                     | Нідерланди     |
| 1945           |                                     |                                     |                                     |                |
| січень         | передислокація                      | передислокація                      | передислокація                      | передислокація |
| середина січня | LXXXV ак                            | 1-ша армія                          | Група армій «G»                     | Саарпфальц     |

### Склад
| 1942                                   | 1944                                  | 1945                                  |
| -------------------------------------- | ------------------------------------- | ------------------------------------- |
| 723-й піхотний полк                    | 723-й гренадерський полк              | 723-й гренадерський полк              |
| 743-й піхотний полк                    | 743-й гренадерський полк              | 743-й гренадерський полк              |
| —                                      | 766-й гренадерський полк              | 766-й гренадерський полк              |
| 663-й артилерійський дивізіон          | 1719-й артилерійський полк            | 1719-й артилерійський полк            |
| —                                      | 719-й інженерний батальйон            | 719-й інженерний батальйон            |
| —                                      | 719-й дивізійний фузілерний батальйон | 719-й дивізійний фузілерний батальйон |
| 719-й дивізійний батальйон зв'язку     |                                       |                                       |
| —                                      | 663-й запасний батальйон              | 719-й запасний батальйон              |
| 719-те дивізійне управління постачання |                                       |                                       |
| 719-те адміністративне управління      |                                       |                                       |
| 719-те санітарне управління            |                                       |                                       |
| 719-та ветеринарна рота                |                                       |                                       |